# Seduction (opera teatrale)
Seduction è un'opera teatrale di Jack Heifner, debuttata a Londra nel 2004. Il dramma è un adattamento in chiave omosessuale del Girotondo di Arthur Schnitzler (1920). L'opera teatrale di Schnitzler descrive gli incontri di natura sessuale tra dieci persone di diverse classi sociali. Ognuno di questi dieci personaggi è legato da una relazione a quello successivo: la prostituta e il soldato, il soldato e la cameriera, la cameriera e il giovane signore e così via. Il dramma di Heifner mantiene intatta la struttura del dramma di Schnitzler, ma sostituisce i personaggi femminili con altri maschili.
Le coppie sono dunque le seguenti:
- Il marchettaro e il marinaio (al posto della prostituta e il soldato)
- Il marinaio e il giardiniere (al posto del soldato e della cameriera)
- Il giardiniere e il giovane signore (al posto della cameriera e del giovane signore)
- Il giovane signore e il professore (al posto del giovane signore e della giovane signora)
- Il professore e il suo compagno (al posto della giovane signora e il marito)
- Il compagno e l'adolescente sciocco (al posto del marito e della ragazzina)
- L'adolescente sciocco e il drammaturgo (al posto della ragazzina e del poeta)
- Il drammaturgo e l'attore (al posto del poeta e dell'attrice)
- L'attore e il produttore (al posto dell'attrice e del  conte)
- Il produttore e il marchettaro (al posto del conte e della prostituta)

E così il ciclo di incontri sessuali ricomincia.